# 劉漢傑
刘汉杰（英語：Lau Han Jie，1999年5月29日—），马来西亚华人男歌手，12岁时曾参加马来西亚《Astro新秀大赛》、《华人星光大道》等歌唱竞赛电视节目。

## 简历

### 早年经历
刘汉杰出生于马来西亚，他的奶奶曾是一名歌手，如今他想要继承奶奶的音乐理想。“妈妈跟他说过，每个人都有擅长的地方，只要向着自己擅长的方向努力就好了，音乐就是他所喜欢和擅长的。”刘汉杰深受妈妈影响，7岁起开始学习唱歌。为了鼓励刘汉杰向着自己的音乐理想迈进，妈妈经常寻找一些表演机会来为他“壮胆”。对于接下来的比赛，他充满信心地表示，特意将平常一周一次的音乐课程改成一周3次，不断地训练自己。此外，他还会北平話（Mandarin）、英文、马来文、粤语、客家及闽南语六种语言。

### 演艺生涯和参赛经历

#### 参加马来西亚《Astro新秀大赛》
2011年参加马来西亚《Astro新秀大赛》演唱赵传的“我是一只小小鸟”PK颜慧萍，并且在加分题演唱Michael Jackson的“Beat It”，惊艳全场。影片上传到YouTube后马上突破了十万的点阅次数。

#### 参加《华人星光大道》
2011年11月应评审袁惟仁之邀参加台湾的歌唱选秀节目《华人星光大道》踢馆赛，以惊人的高音震撼全场。

#### 发行单曲
2017年6月17日，刘汉杰推出首支自创中文单曲《舍不得说再见》。该歌曲是浩洋微电影《把健康带回家7》的主题曲，微电影是根据一名伟大的父亲真实真事改编。
刘汉杰的另一首爆红单曲《埋在幸福里》有两个版本的MV。第一个MV于2018年1月26日发布到YouTube，由马来西亚YouTuber林尚进制作，并邀请马来西亚女团Muse Girls团长琉佳参与主演。截至2月19日，该视频累积了逾65万次观看，并曾连续一个星期登上马来西亚“时下流行”，最佳纪录为排名第6。第二个MV于同年2月2日发布，由马来西亚YouTuber林大咏制作。林大咏于2月14日发布的微电影《17岁后的我们》也使用这首歌为主题曲，插曲则是刘汉杰的另一首单曲《你让我心跳》。刘汉杰也于2018年1月29日在其YouTube频道上载歌词版视频。

## 第一届《华人星光大道》比赛历程
| 集序 | 首播日期   | 比赛主题                         | 演唱歌曲           | 原唱者          | 分数 | 备注                          |
| ---- | ---------- | -------------------------------- | ------------------ | --------------- | ---- | ----------------------------- |
| 22   | 2011/11/27 | 杀出重围 生死拼搏踢馆赛 Round 3  | 《我是一只小小鸟》 | 丁当版本        | 27   | 平赵洁莹（27分） 清唱PK胜 3:2 |
| 23   | 2011/12/04 | 绝处逢生 生死拼搏踢馆赛 Round 4  | 《Beat It》        | Michael Jackson | 28   | 平黎谦（28分） 清唱PK败 1:3   |
| 24   | 2011/12/11 | 积分赛 背水一战 踢馆魔王震撼教育 | 《好胆你就来》     | 张惠妹          | 29   | 胜颜慧萍（27分）              |

## 近期作品
- 电视教育短片
  - 《幸福边缘》[7]
- 单曲
  - 《幸福边缘》
- 主题曲
  - 《勇于挑战》（第八届挑战杯主题曲，与许丽柔合唱）[8]
  - 《舍不得说再见》（浩洋微电影《把健康带回家7》主题曲）
  - 《埋在幸福里》（林大咏微电影《17岁后的我们》主题曲）[9][10]
  - 《你让我心跳》（林大咏微电影《17岁后的我们》插曲）